# Stara Wieś (Łagiewniki)
Stara Wieś – część wsi Łagiewniki w Polsce, położona w województwie świętokrzyskim, w powiecie buskim, w gminie Busko-Zdrój.
W latach 1975–1998 Stara Wieś administracyjnie należała do województwa kieleckiego.